# Dasumia crassipalpis
Dasumia crassipalpis là một loài nhện trong họ Dysderidae.
Loài này thuộc chi Dasumia. Dasumia crassipalpis được Eugène Simon miêu tả năm 1882.